# Malick Fall (natation)
Pour les articles homonymes, voir Malick Fall et Fall.
Malick Fall, né le 11 décembre 1985 à Dakar, est un nageur sénégalais.
Il participe à quatre éditions des Jeux olympiques (2000, 2004, 2008 et 2012) ; il est le porte-drapeau de la délégation sénégalaise aux Jeux olympiques d'été de 2004. Il remporte de nombreuses médailles sur le plan continental.

## Palmarès

### Championnats d'Afrique
- Médaille d'or du 50 mètres brasse en 2012 à Nairobi
- Médaille d'or du 50 mètres brasse en 2008 à Johannesbourg
- Médaille d'or du 50 mètres brasse en 2004 à Casablanca
- Médaille d'or du 100 mètres brasse en 2008 à Johannesbourg
- Médaille d'or du 100 mètres brasse en 2004 à Casablanca
- Médaille d'argent du 50 mètres brasse en 2006 à Dakar
- Médaille d'argent du 100 mètres brasse en 2012 à Nairobi
- Médaille d'argent du 200 mètres brasse en 2004 à Casablanca
- Médaille d'argent du 200 mètres brasse en 2002 au Caire
- Médaille de bronze du 100 mètres brasse en 2006 à Dakar
- Médaille de bronze du 50 mètres brasse en 2002 au Caire
- Médaille de bronze du 100 mètres brasse en 2002 au Caire
- Médaille de bronze du relais 4 × 100 mètres nage libre en 2008 à Johannesbourg

### Jeux africains
- Médaille d'argent du 50 mètres brasse en 2011 à Maputo
- Médaille d'argent du 200 mètres quatre nages en 2003 à Abuja
- Médaille de bronze du 50 mètres brasse en 2007 à Alger
- Médaille de bronze du 50 mètres brasse en 2003 à Abuja
- Médaille de bronze du 200 mètres brasse  en 2003 à Abuja
- Médaille de bronze du 200 mètres brasse  en 2007 à Alger